# Три мушкетери (фільм, 1921)
«Три мушкетери» (англ. The Three Musketeers) — американська пригодницька мелодрама режисера Фреда Нібло 1921 року. Екранізація однойменного роману Александра Дюма з Дугласом Фербенксом в ролі Д'Артаньяна.

## Сюжет

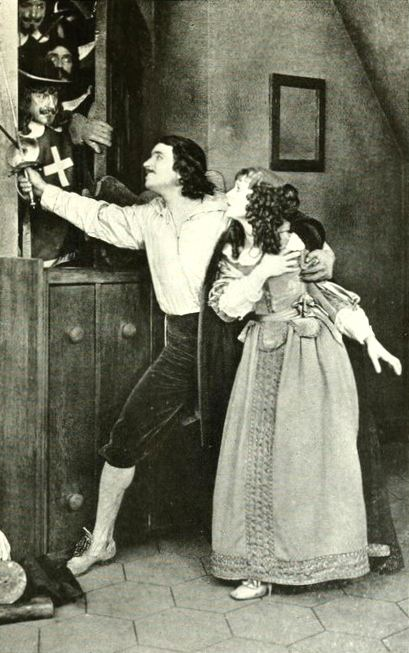
д'Артаньян і Констансія

Сюжет фільму включає в себе тільки епізод з підвісками і, в основному, зберігає головну канву. Однак, як в будь-якій екранізації, тут є деякі відхилення від літературного першоджерела. Картина починається не з пригод Д'Артаньяна в Менге, а інтригами кардинала, завдяки яким йому вдається відіслати фальшивий лист герцогу Бекінгему від імені королеви. Потім сюжет переходить до гасконців, бійці в Менге, прибуттю головного героя до Парижа, де відбулася дуель з мушкетерами і подальше знайомство. Нарешті, Бекінгем таємно відвідує палац, і королева передає йому свої діамантові підвіски. Дізнавшись про це, кардинал (через батька Жозефа) передає Міледі наказ негайно вирушати до Англії і викрасти прикраси у герцога. Сам же він провокує короля на облаштування балу. На якому Її Величність, зрозуміло, повинна красуватися з подарованими їй чоловіком алмазними підвісками.
Констансія Бонасьє благає Д'Артаньяна врятувати королеву. Гасконець повідомляє про це мушкетерам. Операцію планує особисто Тревіль. Він наказує всім чотирьом негайно вирушати до Англії. І, можливо, хоча б один добереться. Як і в романі, це, зрозуміло, Д'Артаньян. Однак, до його приїзду Міледі Де Вінтер встигає викрасти підвіски. Вона вже на кораблі, поспішає назад у Францію. Д'Артаньян наздоганяє її в дорозі. Увірвавшись в каюту, він силою віднімає у неї футляр з алмазами. При цьому він залишає на долоні Міледі слід від укусу. Автори перенесли з роману цю сцену в інші обставини. І відмовилися від «клейма», оскільки до нього необхідно вибудовувати цілу лінію з графом де ла Фер.
Гасконець благополучно прибуває до Франції. Він добирається до королеви і вручає їй алмази. Міледі разом з кардиналом зазнають поразки. Тим не менш, Рішельє віддає належне вчинку гасконця і за поданням Тревіль дозволяє йому вступити в мушкетери.

## У ролях
- Дуглас Фербенкс — д'Артаньян
- Леон Барі — Атос
- Джордж Сігман — Портос
- Юджин Пеллет — Араміс
- Адольф Менжу — Людовик XIII
- Мері МакЛарен — Анна Австрійська
- Найджел Де Брулір — кардинал Рішельє
- Томас Голдинґ — герцог Бекінгемський
- Маргаріт Де Ла Мотт — Констансія